# Haselbeck Olga

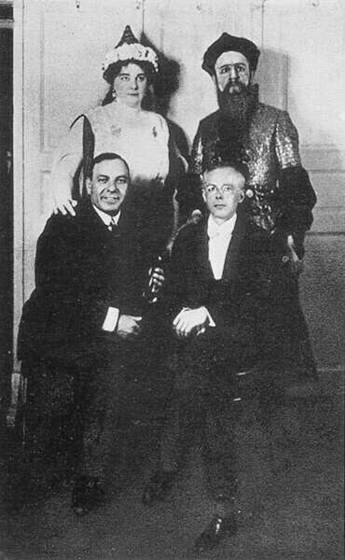
A kékszakállú herceg vára bemutatója után. Haselbeck Olga, Kálmán Oszkár (Kékszakállú), Zádor Dezső és Bartók Béla

L. Haselbeck Olga Mária (férjezett nevén dr. László Gézáné) (Budapest, 1884. február 19. – Budapest, 1961. október 16.) opera-énekesnő (mezzoszoprán, szoprán) volt. Ma emléke mint Bartók Kékszakállújának első Juditja él, de életében Wagner-énekesként ünnepelték.

## Élete
Bajor bevándorlók leszármazottja, Haselbeck Károly és Ostián Mária leányaként született. A Budai Zeneakadémián, majd az „országoson” tanult.
Az 1908–09-es évadban az Operaház ösztöndíjasa volt, a következő évadtól tag. Santuzza (Mascagni: Parasztbecsület) szerepében debütált. Nemsokára hangja további képzésére Milánóba utazott, majd egy bayreuthi út következett. Itt a „Wagner-stílust” tanulmányozta Richter János és Siegfried Wagner irányításával. Ennek nagy hasznát látta a budapesti közönség, mert Haselbeck a társulat vezető Wagner-énekesnőjévé vált. Erre predesztinálta hatalmas, igazi „hochdramatischer szoprán” hangja, ami kiváló színészi képességekkel, temperamentummal párosult.
1914. július 7-én Budapesten, az Erzsébetvárosban házasságot kötött a nála két évvel fiatalabb dr. László Gézával, aki ügyvédből neves énektanárrá vált a két világháború közötti időszakban.
1918. május 24-én  volt a magyar operatörténet nevezetes napja, mikor Egisto Tango irányításával, a két pályája elején járónak számító énekes, Haselbeck és Kálmán Oszkár bemutatta Bartók egyetlen operáját. A társulat már befutott tagjai húzódoztak az új zenétől, így esett a választás a rájuk. Bartók elégedett volt a teljesítményükkel, a közönség értetlenkedett.
1932-ig maradt a színpadon Haselbeck. Addig rendszeresen vendégszerepelt Berlinben. 1948-ban örökös taggá választotta rég visszavonult művészét az Operaház.

## Szerepei
- Bartók: A kékszakállú herceg vára – Judit
- Beethoven: Fidelio – Leonora
- Goldmark: Sába királynője – címszerep
- Mascagni: Parasztbecsület – Santuzza
- Saint-Saëns: Sámson és Delila – Delila
- Richard Strauss: Elektra – Felügyelőnő
- Verdi: Aida – Amneris
- Wagner: Lohengrin – Ortrud
- Wagner: Trisztán és Izolda – Izolda
- Wagner: A Nibelung gyűrűje – Brünnhilda
- Wagner: Parsifal – Kundry